# Habronattus jucundus
Habronattus jucundus là một loài nhện trong họ Salticidae.
Loài này thuộc chi Habronattus. Habronattus jucundus được Elizabeth Maria Gifford Peckham & George William Peckham miêu tả năm 1909.